# Xã Newborg, Quận Bottineau, Bắc Dakota
Xã Newborg (tiếng Anh: Newborg Township) là một xã thuộc quận Bottineau, tiểu bang Bắc Dakota, Hoa Kỳ. Năm 2010, dân số của xã này là 43 người.